# The End of the F***ing World 2 (album)
The End of the F***ing World 2 je sólové album britského písničkáře a kytaristy, člena skupiny Blur, Grahama Coxona, sloužící jak soundtrack ke druhé řadě stejnojmenného britského televizního seriálu The End of the F***ing World. Pilotní singl, skladba "She Knows", byl na YouTube zveřejněn 4. listopadu 2019. Vydání alba na Spotify a dalších streamovacích platformách následovalo 8. listopadu 2019. Od 21. února 2020 je dostupné rovněž fyzicky ve vinylovém (2× LP) formátu.

## Nahrávání
Coxon stejně jako v případě písní k první sezoně seriálu nahrál a produkoval všechny skladby ve svém domácím studiu. Pro potřeby seriálu vznikla také jeho cover verze písně Billy Idola "White Wedding", v seriálu ani na albu však nebyla použita, zazněla pouze v traileru zveřejněném na YouTube.

## Seznam skladeb[6]
01. Down To The Sea
02. Dining Room Stand-Off
03. Madder Than Me
04. Mash Potato
05. A Better Beginning
06. Bonjour, Monsieur
07. Bonnie The Kid
08. Hat
09. Beautiful Bad
10. I'll Race You Home
11. Layby Eyes
12. This Time Tomorrow
13. She Knows
14. Something Sweet
15. Wedding March
16. Fly Away
17. Threw It Away
18. Why Are You Crying?
19. Meaner Than The Sea
20. Vale
Celkový čas: 48:24